# Conde de Liverpool
O título Conde de Liverpool foi criado duas vezes na história britânica. A primeira vez foi no Pariato da Grã-Bretanha em 1796 para Charles Jenkinson, 1.º Barão Hawkesbury, um favorito do Rei George III. Ele já havia sido feito Barão Hawkesbury, de Hawkesbury, em Gloucestershire, em 1786, e sucedeu como sétimo Baronete de Walcot e Hawkesbury em 1790. Seu filho mais velho, o segundo conde, serviu como primeiro-ministro do Reino Unido de 1812 a 1827. Os títulos de nobreza foram extintos em 1851 com a morte do meio-irmão deste último, o terceiro conde, enquanto o título de baronete foi herdado pelo seu primo.
O título foi restaurado em 1905 em favor do político liberal Cecil Foljambe, 1.º Barão Hawkesbury, filho de George Foljambe e sua segunda esposa Lady Selina Charlotte Jenkinson, filha do terceiro conde da primeira criação. Ele foi feito Visconde Hawkesbury, de Kirkham no Condado de York e de Mansfield no Condado de Nottingham, ao mesmo tempo, e já havia sido criado Barão Hawkesbury, de Haselbech no Condado de Northampton e de Ollerton, Sherwood Forest, no Condado de Nottingham, em 1893. Seu filho mais velho, o segundo conde, serviu como governador-geral da Nova Zelândia entre 1912 e 1920. Desde 2019, os títulos são detidos pelo sobrinho-neto deste último, o quinto conde, que sucedeu seu tio-avô, o quinto filho do primeiro conde, em 1969.

## Propriedades familiares e papéis em North Yorkshire
O 4.º conde foi inspetor da Divisão Driffield da Polícia Especial de East Riding, de 1926 a 1945. Ele foi devolvido pelo povo ao distrito rural de Norton, em Yorkshire, de 1927 a 1947. Ele teve sua casa principal publicada como Inverey, 11 West Park Road, Cupar, Fife, Escócia.

## Conde de Liverpool, segunda criação

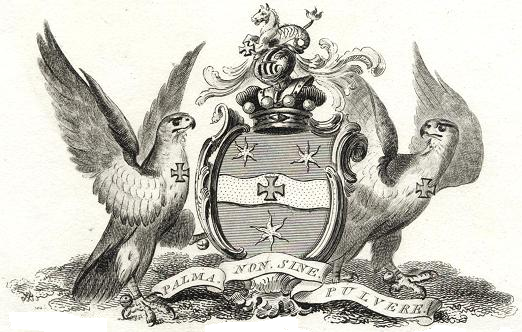
Brasão dos Condes de Liverpool (1ª criação)

### Barão Hawkesbury, primeira criação (1786)
- Charles Jenkinson, 1.º Barão Hawkesbury (1729–1808) (criado Conde de Liverpool em 1796)

### Conde de Liverpool (1796)
- Charles Jenkinson, 1.º Conde de Liverpool (1729–1808)
- Robert Banks Jenkinson, 2.º Conde de Liverpool (1770–1828) (foi primeiro-ministro do Reino Unido entre 1812 e 1827).
- Charles Cecil Cope Jenkinson, 3.º Conde de Liverpool (1784–1851)

### Barão Hawkesbury, segunda criação (1893)
- Cecil George Savile Foljambe, 1.º Barão Hawkesbury (1846–1907) (criado Conde de Liverpool em 1905)

### Conde de Liverpool (1905)
- Cecil George Savile Foljambe, 1.º Conde de Liverpool (1846–1907)
- Arthur William de Brito Savile Foljambe, 2.º Conde de Liverpool (1870–1941)
- Gerald William Frederick Savile Foljambe, 3.º Conde de Liverpool (1878–1962)
- Robert Anthony Edward St Andrew Savile Foljambe, 4.º Conde de Liverpool (1887–1969)
- Edward Peter Bertram Savile Foljambe, 5.º Conde de Liverpool (nascido em 1944)

O herdeiro aparente é o filho do atual titular, Luke Marmaduke Peter Savile Foljambe, Visconde Hawkesbury (nascido em 1972).
O herdeiro aparente do herdeiro aparente é seu filho, o honrado Charles Marmaduke Foljambe (nascido em 2019).